# Nordwestliche Fettmaus
Die Nordwestliche Fettmaus (Steatomys caurinus) ist ein in Westafrika verbreitetes Nagetier in der Gattung der Fettmäuse. Die Population galt bis in die 1970er Jahre als Unterart oder Synonym der Zambesi-Fettmaus (Steatomys pratensis). Das Typusexemplar stammt aus der Umgebung von Panyam im nordzentralen Nigeria.

## Merkmale
Dieses kleine mausartige Nagetier erreicht eine Kopf-Rumpf-Länge von 79 bis 122 mm, eine Schwanzlänge von 18 bis 51 mm und ein Gewicht von 16,5 bis 101 g. Die Hinterfüße sind 14,5 bis 18 mm lang und die Länge der Ohren ist entsprechend. Das borstige oberseitige Fell besteht aus Haaren, die an der Wurzel grau und an den Spitzen bräunlich sind, was ein mittel- bis rotbraunes Aussehen erzeugt. Die Rückenmitte ist am dunkelsten, jedoch nicht als Aalstrich abgesetzt. Die Grenze zur weißen Unterseite ist deutlich. Typisch für den Kopf sind große abgerundete Ohren mit langen Haaren. Zu bestimmten Jahreszeiten wird ein Fettpolster angelegt. Der kleine Schwanz ist oberseits braun und unterseits weiß. Weibchen besitzen mehr als acht Zitzen.

## Verbreitung
Die Nordwestliche Fettmaus ist von Senegal und vermutlich Gambia über das südwestlich Mali und Burkina Faso bis ins zentrale Nigeria verbreitet. In der Elfenbeinküste, Ghana, Togo und Benin bewohnt sie den Norden. Die Art hält sich im Hügelland zwischen 200 und 600 Meter Höhe auf. Sie kommt in Grasländern und auf Ackerflächen mit einigen Sträuchern vor.

## Lebensweise
Die nachtaktiven Tiere halten sich längere Zeit in ihren unterirdischen Bauen auf. Dazu nutzen sie in der Trockenzeit, den zuvor angelegten Fettvorrat. Bei längeren Zeiten ohne Nahrung wird die Art torpid. Gewöhnlich lebt jede erwachsene Nordwestliche Fettmaus in ihrem Bau allein. In Mali wurden im September und Oktober Weibchen mit ihren 4 bis 11 Nachkommen registriert. Die Art ist aus Gewöllen der Schleiereule bekannt.

## Gefährdung
Manchmal wird dieses Nagetier von den Einheimischen ausgegraben und als Wildfleisch gegessen. Aufgrund der unterirdischen Lebensweise gibt es nur wenige Sichtungen. Die Schwankungen der Populationsgröße haben sich in den letzten 20 Jahren vermutlich nicht verändert. Die IUCN listet die Art als nicht gefährdet (least concern).